# Vlag van Pontevedra

Vlag van de provincie Pontevedra

De vlag van de Spaanse provincie Pontevedra wordt diagonaal in tweeën gedeeld, waardoor er twee driehoeken ontstaan: een witte (links) en een baluwe. In het midden van de vlag staat het provinciale wapen. Het is niet bekend wanneer deze vlag officieel als provincievlag is ingesteld. Het wapen is gebaseerd op het wapen van de stad Pontevedra. Vroeger werd het wapen van de stad Pontevedra vaak gebruikt als provinciewapen.